# Comté de Crenshaw
Le comté de Crenshaw est un comté des États-Unis, situé dans l'État de l'Alabama.

## Géographie

### Comtés limitrophes
| Comté de Lowndes   | Comté de Montgomery | Comté de Montgomery |
| Comté de Butler    | Comté de Crenshaw   | Comté de Pike       |
| Comté de Covington | Comté de Covington  | Comté de Coffee     |

## Démographie
| 1870   | 1880   | 1890   | 1900   | 1910   | 1920   |
| ------ | ------ | ------ | ------ | ------ | ------ |
| 11 156 | 11 726 | 15 425 | 19 668 | 23 313 | 23 017 |

| 1930   | 1940   | 1950   | 1960   | 1970   | 1980   |
| ------ | ------ | ------ | ------ | ------ | ------ |
| 23 656 | 23 631 | 18 981 | 14 909 | 13 188 | 14 110 |

| 1990   | 2000   | 2010   | - | - | - |
| ------ | ------ | ------ | - | - | - |
| 13 635 | 13 665 | 13 906 | - | - | - |